# Partecipazioni rilevanti
Le partecipazioni rilevanti, ai sensi della legge italiana, sono una tipologia di partecipazione all'azionariato di una società disciplinate dall'art. 120 del testo unico sulla finanza.
Esse ricorrono quando: una persona fisica o Società o Ente partecipano, direttamente o indirettamente, in una società con azioni quotate in misura superiore al 5% del capitale sociale di questa, o quando una società con azioni quotate partecipa, direttamente o indirettamente, in altra società con azioni non quotate o in una società a responsabilità limitata, anche estere, in misura superiore al 10% del loro capitale. Tuttavia, con l'art. 1 del d.lgs. n. 184 dell'11.10.2012, si è abrogato il comma 3 dell'art. 120 ed ogni riferimento ad esso contenuto nel medesimo articolo . Di conseguenza, le suddette partecipazioni superiori al 10% detenute da società con azioni quotate in società con azioni non quotate o s.r.l., non sono più "rilevanti", e rimangono solamente quelle superiori al 3% in società con azioni quotate. 
La Consob può variare le soglie per la rilevanza della partecipazione.

## Funzione della norma
Il legislatore è intervenuto a disciplinare tali partecipazioni con il fine di rendere trasparenti gli assetti proprietari, favorendo direttamente l'informazione al mercato e, indirettamente, la contendibilità del controllo.

## Obblighi di comunicazione
Il legislatore richiede obbligatoriamente a chi detiene tali partecipazioni di comunicare alla Consob e alla società partecipata le partecipazioni possedute.
La Consob (artt. 117 ss. regolamento 14 maggio 1999, n. 11971, cosiddetto Regolamento emittenti) ha inoltre stabilito che alcune variazioni rilevanti delle partecipazioni detenute possono comportare nuovi obblighi di comunicazione, ossia quando si partecipa in una società con azioni quotate e la partecipazione supera la percentuale del 5, 7.5, 10 e multipli di 5 o quando la partecipazione scende sotto tali percentuali o al di sotto del 2%.
Una disciplina delle partecipazioni rilevanti è dettata anche per quelle società che, seppure non quotate, sono sottoposte a controllo pubblico per la rilevanza degli interessi coinvolti e per la conseguente necessità di rendere trasparenti gli assetti proprietari:
- chiunque intenda acquisire o cedere a qualsiasi titolo, direttamente o indirettamente, una partecipazione qualificata in una SIM, in una SGR o in una SICAV deve darne preventiva comunicazione alla Banca d'Italia; la comunicazione è altresì dovuta per acquisti e cessioni comportanti aumento o diminuzione della partecipazione oltre le soglie rilevanti determinate dalla Banca d'Italia ovvero acquisto o perdita del controllo sulla società; la Banca d'Italia, entro 90 giorni dalla comunicazione, può vietare l'acquisto quando il potenziale acquirente non soddisfi il requisito della sana e prudente gestione o non consenta l'esercizio effettivo della vigilanza; l'acquisto o la cessione, una volta avvenuti, sono comunicati alla Banca d'Italia, alla Consob e alla società partecipata;
- per quanto riguarda le società bancarie, la comunicazione deve essere data dal soggetto detentore alla Banca d'Italia ed alla banca partecipata (art. 20 Testo Unico Bancario); la stessa assunzione di partecipazioni in una banca deve essere preventivamente autorizzata dalla Banca d'Italia se la partecipazione è superiore al 5% o alle altre soglie dalla stessa stabilite ovvero quando, indipendentemente da tali limiti, la variazione comporta il controllo della banca stessa; l'autorizzazione è condizionata al rispetto del requisito della sana e prudente gestione della banca;
- una disciplina analoga, basata sull'autorizzazione preventiva all'assunzione della partecipazione da richiedere all'ISVAP e sull'obbligo di comunicazione al medesimo, si applica alle imprese di assicurazione (artt. 68 e 69 del d.lgs. 209/2005, cosiddetto codice delle assicurazioni).

## Calcolo delle percentuali
Per determinare la reale posizione di potere dei maggiori azionisti si tiene conto solo del capitale rappresentato da azioni o quote con diritto di voto e solo delle azioni o quote che, direttamente o indirettamente, attribuiscono il diritto di voto.

## Azioni proprie
In caso di offerta pubblica d'acquisto, le azioni proprie detenute dall'emittente, anche indirettamente, sono escluse dal capitale sociale sul quale si calcola la  partecipazione rilevante.

## Sanzioni
Sono previste delle sanzioni per la violazione degli obblighi di comunicazione: pecuniarie (art. 193 Tuf), ma soprattutto la sospensione del voto relativamente alle azioni per le quali è stata omessa la comunicazione (vale solo per le partecipazioni in società quotate).
Se la società ammette comunque il socio alla votazione, la delibera è impugnabile entro 180 giorni qualora il suo voto sia stato determinante per la formazione della maggioranza; l'impugnativa può essere proposta anche dalla Consob o dall'autorità di settore competente (Banca d'Italia e ISVAP, rispettivamente artt. 24 t.u.b. e 74 cod. ass.).